# Metinska grupa
U hemiji, metinska grupa (metilidon ili metin) je trovalentna funkcionalna grupa CH, formalno izvedena iz metana. Metinska grupa se sastoji od atoma ugljenika vezanih sa dve jednostruke veze i jednom dvostrukom vezom, pri čemu je jedna od jednostrukih veza sa vodonikom. Ona isto tako može da obuhvati podjedinice aromatičnog jedinjenja, mada u tom slučaju veze nisu diskretno jednostruke i dvostruke.
Ovaj termin se ponekad nesistematično koristi za ugljenik sa četiri jednostruke veze, gde je jedna veza sa vodonikom. Sistemsko ime te grupe je metililiden.

## Primer
Svaki ugljenik ovog molekula je metinski ugljenik, izuzev dva vezana za atome azota i koji nisu vezani za atom vodonika, kao i atom ugljenika koji je vezan za dva vodonika. Centralni deo molekula sadrži lanac sa pet metinskih grupa.